# 2013年度電視節目欣賞指數調查
2013年度電視節目欣賞指數調查，於2014年5月5日在香港電台電視大廈舉行，當日舉行的活動為《2013電視節目欣賞指數調查－最佳節目頒獎禮》暨《香港電台電視節目獲獎祝捷會》。

## 結果

### 最高欣賞指數的節目
- 第一位：守護生命的故事（無綫電視）
- 第二位：毒海浮生（香港電台）
- 第三位：癌變解碼（香港電台）
- 第四位：鏗鏘集（香港電台）
- 第五位：天下父母心（香港電台）
- 第六位：毒海論浮生（香港電台）
- 第七位：一念之間2（香港電台）
- 第八位：壓力不倒翁（香港電台）
- 第九位：星期日 / 星期二檔案（無綫電視）
- 第十位：海底交易（香港電台）
- 第十一位：窮富翁大作戰（香港電台）
- 第十二位：沙士十年（無綫電視）
- 第十三位：沒有牆的世界IV（香港電台）
- 第十四位：感動同行一世紀－杜葉錫恩（亞洲電視）
- 第十五位：新聞透視（無綫電視）
- 第十六位：申訴（香港電台）
- 第十七位：警訊（香港電台）
- 第十八位：杜葉錫恩百載香港心（亞洲電視）
- 第十九位：霎時感動（無綫電視）
- 第二十位：毒海浮生 青年心曲（香港電台）

### 新聞財經報道節目欣賞指數
- 第一位：有線電視
- 第二位：無綫電視
- 第三位：now寬頻電視
- 第四位：香港寬頻bbTV
- 第五位：亞洲電視

### 全年平均欣賞指數
- 第一位：香港電台
- 第二位：無綫電視
- 第三位：有線電視
- 第四位：亞洲電視

## 外部連結
- 2013年度電視節目欣賞指數調查官方網頁（页面存档备份，存于）